# Adam Alsing
Rolf Adam Engelbrekt Alsing (født 12. oktober 1968, død 15. april 2020) var en svensk tv- og radiovært, der var bedst kendt for at præsentere Big Brother Sverige på Kanal 5. Efterfølgende flyttede han til TV4, hvor han blev vært på Jeopardy!. Han havde også sit eget program kaldet Adam Live. Han flyttede senere til radio på Rix FM og Mix Megapol.

## Radio- og TV-programmer
| på TV4 - 1990 – Twist & Shout - 1991 – Tur i Kärlek - 1992 – Casanova på TV 3 - 1993–1997 – Adam - 1998 – Utmanarna på Kanal 5 - 2000–2005 – Big Brother - 2003 – Masterplan på TV4 - 2006–2007 – Jeopardy! - 2006 – 100% - 2007 – Pokerfejs - 2008 – Tack gode gud - 2009–2014 – Sveriges värsta bilförare - 2010 – Förkväll på TV 3 - 2011 – Adam Live - 2012 – Min pappa är bättre än din pappa - 2014 – Talang Sverige på Kanal 5 - 2017 – Arga snickaren med Adam Alsing | Øvrig medvirken på TV - 1999/2000 – Måndagsklubben - 1999, 2010/2011 – På spåret (SVT), tävlande - 2006–2008 – Nyhetsmorgon, TV4 (3 avsnitt) - 2011 – Melodifestivalen (SVT), kommentator Galla - 1992 – Fröken Sverige (TV4) - 1993 – Fröken Sverige (TV4) - 2006–2007 – Junior Eurovision Song Contest - 2007 – Fotbollsgalan 2007 - 2008 – Grammisgalan 2008 - 2008 – Fotbollsgalan 2008 - 2009 – Fotbollsgalan 2009 Radio - 1988–1989 – Radio Värmland - 2001–2004 – Radio City 105,9 - 2004–2011 – Äntligen Morgon på Mix Megapol - 2012–2020 – Adam och Kompani, podcast - 2013–2016 – Rix Morronzoo på Rix FM - 2019–2020 – NRJ Morgon |

Han døde den 15. april 2020 af COVID-19.